# Gare de Mäntsälä
La gare de Mäntsälä (en finnois : Mäntsälän rautatieasema) est une gare ferroviaire située à Mäntsälä en Finlande.

## Situation ferroviaire
La gare de Mäntsälä est entre la gare de Henna et la gare d'Haarajoki.